# Біатлон на зимових Олімпійських іграх 2010
Змагання з біатлону на зимових Олімпійських іграх 2010 року в Ванкувері проходили в Олімпійському парку Вістлера в Вістлері, Британська Колумбія між 13 і 26 лютого 2010 року.

## Дисципліни (біатлонні)
| Чоловіки                     | Жінки                      |
| ---------------------------- | -------------------------- |
| Естафета 4 x 7.5 км          | Естафета 4 x 6 км          |
| 10 км Спринт                 | 7.5 км Спринт              |
| Гонка переслідування 12.5 км | Гонка переслідування 10 км |
| Мас-старт 15 км              | Мас-старт 12.5 км          |
| Індивідуальна 20 км          | Індивідуальна 15 км        |

## Розклад змагань
| День    | Дата                | Старт | Фініш | Дисципліна                             |
| ------- | ------------------- | ----- | ----- | -------------------------------------- |
| День 2  | Субота 2010-02-13   | 13:00 | 14:10 | Спринт 7.5 ки, жінки                   |
| День 3  | Неділя 2010-02-14   | 11:15 | 12:25 | Спринт 10 км, чоловіки                 |
| День 5  | Вівторок 2010-02-16 | 10:30 | 11:10 | гонка переслідування 10 км, жінки      |
| День 5  | Вівторок 2010-02-16 | 12:45 | 13:25 | Гонка переслідування 12.5 км, чоловіки |
| День 7  | Четвер 2010-02-18   | 10:00 | 11:40 | Індивідуальна гонка 15 км, жінки       |
| День 7  | Четвер 2010-02-18   | 13:00 | 14:35 | Індивідуальна гонка 20 км, чоловіки    |
| День 10 | Неділя 2010-02-21   | 10:45 | 11:25 | Мас-старт 15 км, чоловіки              |
| День 10 | Неділя 2010-02-21   | 13:00 | 13:45 | Мас-старт 12.5 км, жінки               |
| День 12 | Четвер 2010-02-23   | 11:30 | 12:40 | Естафета 4 x 6 км, жінки               |
| День 15 | П'ятниця 2010-02-26 | 11:30 | 12:40 | Естафета 4 x 7.5 км, чоловіки          |

## Кваліфікаційні вимоги

### Дисциплінарні квоти
Загалом розраховано квоти на 220 спортсменів (113 чоловіки, 107 жінок)
До кожної Національної команди може увійти не більше 12 спортсменів (6 чоловіків і 6 жінок) і не більше 4 спортсменів можуть виступати в кожній дисципліні.
Квоти за дисциплінами:
- Індивідуальні перегони: 88 (чоловіки), 87 (жінки)
- Спринт: 88 (чоловіки), 87 (жінки)
- Персьют (переслідування): 60 спортсменів (кваліфікуються за результатами, отриманими в спринті)
- Мас-старт: 30 спортсменів
- Естафета: 20 команд (80 спортсменів)

### Перелік країн і учасників від них
| Країна               | Чоловіки | Жінки | Загалом |
| -------------------- | -------- | ----- | ------- |
| Австралія            | 1        | 0     | 1       |
| Австрія              | 6        | 0     | 6       |
| Білорусь             | 5        | 5     | 10      |
| Боснія і Герцеговина | 0        | 1     | 1       |
| Болгарія             | 5        | 1     | 6       |
| Канада               | 4        | 4     | 8       |
| КНР                  | 1        | 5     | 6       |
| Хорватія             | 1        | 1     | 2       |
| Чехія                | 5        | 5     | 10      |
| Данія                | 1        | 0     | 1       |
| Естонія              | 5        | 4     | 9       |
| Фінляндія            | 2        | 2     | 4       |
| Франція              | 6        | 5     | 11      |
| Німеччина            | 6        | 6     | 12      |
| Велика Британія      | 1        | 0     | 1       |
| Греція               | 1        | 1     | 2       |
| Угорщина             | 1        | 0     | 1       |
| Італія               | 5        | 5     | 10      |
| Японія               | 1        | 1     | 2       |
| Казахстан            | 5        | 4     | 9       |
| Латвія               | 5        | 4     | 9       |
| Литва                | 0        | 1     | 1       |
| Молдова              | 1        | 1     | 2       |
| Норвегія             | 6        | 5     | 11      |
| Нова Зеландія        | 0        | 1     | 1       |
| Польща               | 2        | 5     | 7       |
| Румунія              | 0        | 5     | 5       |
| Росія                | 6        | 6     | 12      |
| Словенія             | 4        | 4     | 8       |
| Південна Корея       | 1        | 1     | 2       |
| Іспанія              | 0        | 1     | 1       |
| Сербія               | 1        | 0     | 1       |
| Швейцарія            | 5        | 1     | 6       |
| Словаччина           | 5        | 5     | 10      |
| Швеція               | 5        | 5     | 10      |
| Україна              | 5        | 6     | 11      |
| США                  | 5        | 4     | 9       |
| Загалом: 37 команд   | 113      | 105   | 218     |

## Турнірні здобутки

### Загальний залік
| Місце | Країна     | Золото | Срібло | Бронза | Разом |
| ----- | ---------- | ------ | ------ | ------ | ----- |
| 1     | Норвегія   | 3      | 2      | 0      | 5     |
| 1     | Німеччина  | 2      | 1      | 2      | 5     |
| 3     | Росія      | 2      | 1      | 1      | 4     |
| 4     | Франція    | 1      | 2      | 3      | 6     |
| 5     | Словаччина | 1      | 1      | 1      | 3     |
| 6     | Швеція     | 1      | 0      | 0      | 1     |
| 7     | Австрія    | 0      | 2      | 0      | 2     |
| 8     | Білорусь   | 0      | 1      | 1      | 2     |
| 8     | Казахстан  | 0      | 1      | 0      | 1     |
| 10    | Хорватія   | 0      | 0      | 1      | 1     |

### Медалісти
Чоловіки:
| Дисципліна                   | Золото                                                             | Срібло                                                         | Бронза                                                |
| Спринт 10 км                 | Венсан Же                                                          | Еміль-Гегле Свендсен                                           | Яков Фак                                              |
| Гонка переслідування 12,5 км | Б'єрн Феррі                                                        | Крістоф Зуманн                                                 | Венсан Же                                             |
| Індивідуальна гонка 20 км    | Еміль-Гегле Свендсен                                               | Сергій Новіков                                                 | —                                                     |
| Індивідуальна гонка 20 км    | Еміль-Гегле Свендсен                                               | Уле-Ейнер Б'єрндален                                           | —                                                     |
| Мас-старт 15 км              | Євген Устюгов                                                      | Мартен Фуркад                                                  | Павол Гурайт                                          |
| Естафета 4x7,5 км            | Галвар Ганеволл Тар'є Бо Еміль-Гегле Свендсен Уле-Ейнер Б'єрндален | Сімон Едер Даніель Мезотіч Домінік Ландертінгер Крістоф Зуманн | Іван Черезов Антон Шипулін Максим Чудов Євген Устюгов |

Жінки:
| Дисципліна                 | Золото                                                                  | Срібло                                              | Бронза                                                     |
| Спринт 7,5 км              | Анастасія Кузьміна                                                      | Магдалена Нойнер                                    | Марі Дорен                                                 |
| Гонка переслідування 10 км | Магдалена Нойнер                                                        | Анастасія Кузьміна                                  | Марі Лор Брюне                                             |
| Індивідуальна гонка 15 км  | Тура Бергер                                                             | Олена Хрустальова                                   | Дарія Домрачова                                            |
| Мас-старт 12,5 км          | Магдалена Нойнер                                                        | Ольга Зайцева                                       | Сімоне Гаусвальд                                           |
| Естафета 4x6 км            | Світлана Слєпцова Ганна Богалій-Титовець Ольга Медведцева Ольга Зайцева | Марі-Лор Бруне Сільві Бекар Марі Дорен Сандрін Байї | Каті Вільгельм Сімоне Гаусвальд Мартіна Бек Андреа Генкель |